# Санта Марија д'Оливола (Фођа)
Санта Марија д'Оливола (итал. Santa Maria d'Olivola) је насеље у Италији у округу Фођа, региону Апулија.
Према процени из 2011. у насељу је живело 44 становника. Насеље се налази на надморској висини од 589 м.